# Celastrina ladon
Celastrina ladon là một loài bướm thuộc họ Lycaenidae. Loài bướm được tìm thấy ở Bắc Mỹ từ Alaska và Canada về phía nam của vùng lãnh nguyên, thông qua hầu hết nước Mỹ, ngoại trừ bờ biển Texas, phía nam đồng bằng và bán đảo Florida; phía nam trong các ngọn núi đến Colombia.

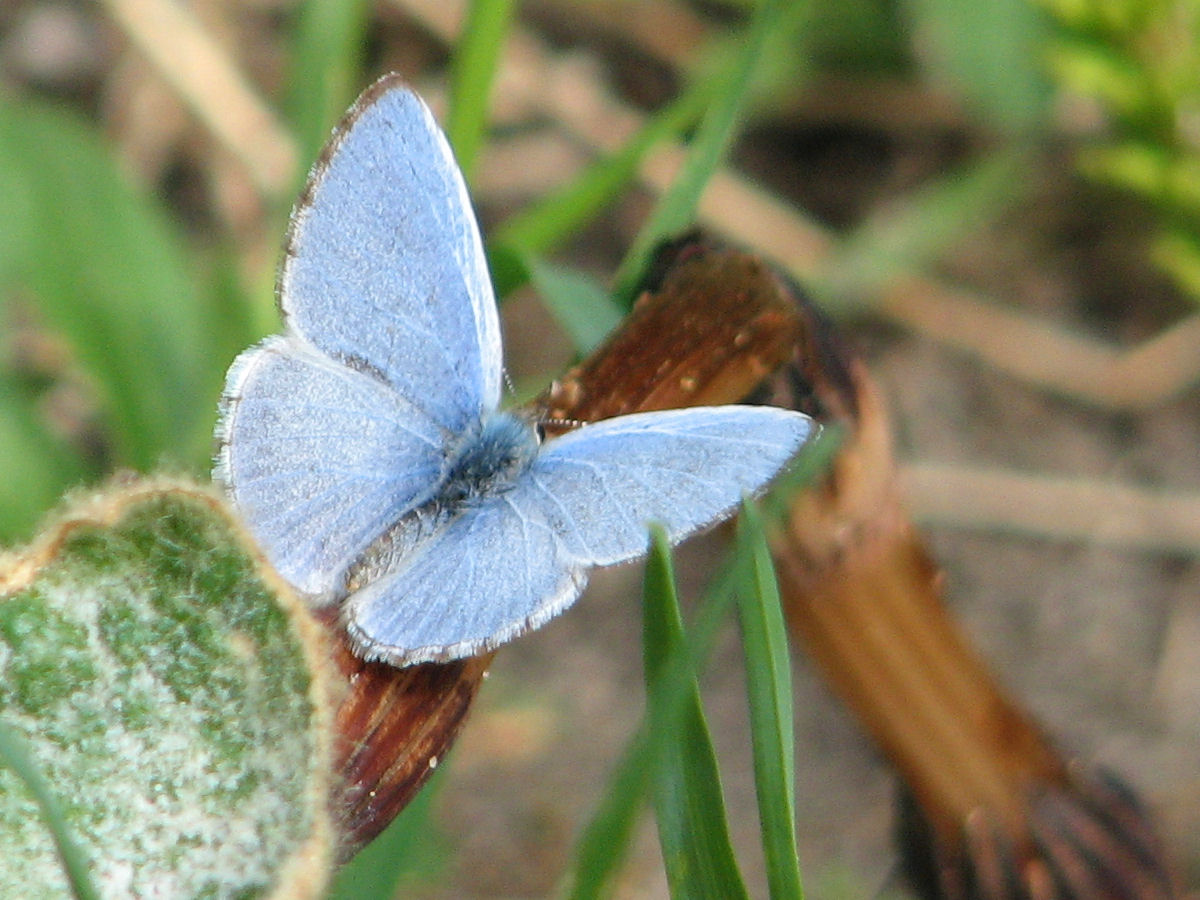
Con đực, Ottawa, Ontario

Kể từ khi xuất bản chuyên khảo về Nhóm Lycaenopsis của các chi Lycaenidae năm 1983 của Eliot & Kawazoe, ladon đã được một số nguồn phân loại cho là phân loài của Celastrina argiolus (Linnaeus, 1758). Một số nguồn phân loài khác vẫn xem C. ladon và các loài liên quan C. neglecta và C. serotina, là các loài "đầy đủ".